# Легенда об Энее
«Легенда об Энее» (La Leggenda di Enea) — фильм-пеплум 1962 года, режиссёра Джорджо Вентурини. 
Является продолжением фильма «Троянская война» 1961 года.

## Сюжет
Конец XIII века до н. э. Деревянный конь помог грекам разрушить некогда гордую Трою. Тех, кто спасся из горящей Трои, вёл Эней, последний великий защитник славного города.
Семь долгих лет беженцы скитались по чужим морям и наконец добрались до враждебных берегов Италии, где и разбили свой лагерь. Эней заключил союз с латинским царём Латином, дочь которого, Лавиния, страстно влюбилась в Энея. Однако бывший жених Лавинии - царь местного племени рутулов Турн, который впоследствии рассчитывал стать здесь царём, выступил в поход на Энея. Предстояла долгая кровопролитная война.
Так в начале XII века до н. э. начиналась история великой латинской Римской цивилизации...

## В ролях
- Стив Ривз — Эней
- Лиана Орфей — Камилла (царица вольсков)
- Карла Марлье — Лавиния
- Марио Феррари — Латин
- Джакомо Росси-Стюарт — Эврилей
- Энцо Фермонте — Акат
- Джанни Гарко — Турн
- Нерио Бернарди — Дранс
- Роберт Беттони — Паллант